# Leif Djurhuus
Leif Vejhe Djurhuus (født 7. januar 1953) er en dansk advokat og kunstsamler. Hans private kunstsamling er med over 1.000 værker blandt landets største. I samlingen er samtidskunsten rigt repræsenteret, mens et andet tyngdepunkt er værker af Sven Dalsgaard.
Han blev cand.jur. fra Københavns Universitet 1979, advokat 1983 og fik møderet for Højesteret 1990. Djurhuus er partner i advokatfirmaet Plesner.
Han sidder i bestyrelsen for Københavns Teater, Schaumann Properties A/S (næstformand), Keops Kollegierne Bispebjerg (formand).
Leif har undervist i erhvervsjura og matematik på Handelsgymnasiet Lolland-Falster fra 2020 til 2021.